# 조슈아 말리나
조슈아 말리나(영어: Joshua Malina 조슈아 멀리나[*], 1966년 1월 17일 ~ )는 미국의 배우이다.

## 출연 작품

### 영화
- 어 퓨 굿 맨 (1992)
- 사선에서 (1993)
- 맬리스 (1993)
- 이중 생활 (1995)
- 대통령의 연인 (1995)
- 인피니티 (1996, Infinity)
- 클럭워처스 (1997, Clockwatchers)
- 불워스 (1998)
- 억만장자와 결혼하는 법 (2000, How to Marry a Billionaire: A Christmas Tale)
- Without Charlie (2001)
- 뷰 프롬 더 탑 (2003)
- 더 퍼스트 타임 (2012)
- 마법의 제왕 (2013)
- The Young Kieslowski (2014)
- 정장 바지 (2015, Pant Suits) - 단편
- 그 규칙은 당신에게 적용되지 않아요 (2016)
- Up To Snuff (2018) - 다큐멘터리

### 텔레비전
- Tracey Takes On... (1996)
- 지구에서 달까지 (1998)
- 웨스트 윙 (2002-06)
- 넘버스 (2006-07)
- 스타게이트 SG-1 (2007)
- 고스트 & 크라임 (2008)
- 그레이 아나토미 (2008)
- CSI: 과학수사대 (2008)
- 터미네이터: 사라 코너 연대기 (2009)
- 아이칼리 (2009)
- 사이크 (2009)
- 하우스 (2009)
- 인 플레인 사이트 (2009-11)
- 본즈 (2010)
- The Good Guys (2010)
- CSI: 마이애미 (2011)
- 프라이빗 프랙티스 (2011)
- 아메리칸 호러 스토리: 저주받은 집 (2011)
- 빅뱅 이론 (2011-19)
- 스캔들 (2012-18)
- 성범죄수사대: SVU (2014)
- 엑스턴트 (2014)
- 굿 닥터 (2019)
- FBI: 모스트 원티드 (2020)
- 셰임리스 (2020-21)
- 디스 이즈 어스 (2021)
- 루키 (2021)
- 애나 만들기 (2022)